# 704-й штурмовой авиационный полк
704-й штурмовой авиационный полк, он же до апреля 1942 года 704-й ночной бомбардировочный авиационный полк — воинская часть вооружённых сил СССР в Великой Отечественной войне.

## История
Формировался как 704-й ночной бомбардировочный авиационный полк с ноября 1941 года, имел на вооружении самолёты У-2.
В составе действующей армии с 21 декабря 1941 по 18 марта 1942, как ночной бомбардировочный и с 12 ноября 1942 по 3 сентября 1943 года, как штурмовой.
В декабре 1941 года прибыл в распоряжение Волховского фронта, базировался на аэродроме близ Малой Вишеры . Зимой и весной 1942 года, участвует в Любанской операции, действует в районе Новгорода, Спасской Полисти, Мясного Бора, Киришей, Шимска, ведёт ночные бомбардировки, включая разлив зажигательной смеси, доставляет в окружённую 2-ю ударную армию боеприпасы, продукты, медикаменты, обратно вывозит раненых. Действовал по Волхову до марта 1942 года, после чего отведён на переформирование в Ижевск.
В течение лета 1942 года в Ижевске   переформирован и переобучен на штурмовики Ил-2. 18 августа 1942 году убыл в Балашов, где получил материальную часть. В ноябре 1942 года направлен на Калининский фронт, базировался в 20 километрах восточнее города Осташкова , действует с 4 по 26 декабря 1942 года в частности в районе Ржев, Белый, Оленино.
28 декабря 1942 года полк, в составе дивизии, переброшен под Ленинград, где в январе 1943 года принимает участие в Операции «Искра». Действуя с полевого аэродрома Гремячево, немного южнее железнодорожной станции Будогощи , поддерживал войска 2-й ударной армии. В феврале 1943 года полк привлекался для участия в Красноборско-Смердынской операции, действует по линии фронта Смердыня – Басино – южный берег реки Тигода, ведёт штурмовку в районе Макарьевской Пустыни.
23 февраля 1943 года возвращён на Калининский фронт, где находится в резерве фронта до июня 1943 года. В начале июня 1943 года полк передан на Западный фронт, где с 7 августа 1943 года полк активно действовал на ельнинском и спас-деменском направлениях, поддерживая 10-ю гвардейскую и 33-ю армию.
Приказом НКО СССР №265 от 3 сентября 1943 года и Директивой Генштаба №. Орг/10/138919 от 4 сентября 1943 года преобразован в 131-й гвардейский штурмовой авиационный полк.
Наименование 95-й гвардейский штурмовой авиационный полк получил 10.01.1949 года.

## Подчинение
| Дата            | Фронт (округ)            | Армия                | Корпус                           | Дивизия                             | Примечания |
| --------------- | ------------------------ | -------------------- | -------------------------------- | ----------------------------------- | ---------- |
| 01.11.1941 года | Резерв Ставки ВГК        | 26-я армия           | -                                | -                                   | -          |
| 01.12.1941 года | Резерв Ставки ВГК        | 26-я армия           | -                                | -                                   | -          |
| 01.01.1942 года | Волховский фронт         | 2-я ударная армия    | -                                | -                                   | -          |
| 01.02.1942 года | Волховский фронт         | 2-я ударная армия    | -                                | -                                   | -          |
| 01.03.1942 года | Волховский фронт         | 2-я ударная армия    | -                                | -                                   | -          |
| 01.04.1942 года | Резерв Ставки ВГК        | -                    | -                                | -                                   | -          |
| 01.05.1942 года | Московский военный округ | -                    | -                                | -                                   | -          |
| 01.06.1942 года | Московский военный округ | -                    | -                                | -                                   | -          |
| 01.07.1942 года | Московский военный округ | -                    | -                                | -                                   | -          |
| 01.08.1942 года | Московский военный округ | -                    | -                                | -                                   | -          |
| 01.09.1942 года | Московский военный округ | -                    | -                                | -                                   | -          |
| 01.10.1942 года | Резерв Ставки ВГК        | -                    | -                                | -                                   | -          |
| 01.11.1942 года | Резерв Ставки ВГК        | -                    | 2-й штурмовой авиационный корпус | 232-я штурмовая авиационная дивизия | -          |
| 01.12.1942 года | Калининский фронт        | 3-я воздушная армия  | 2-й штурмовой авиационный корпус | 232-я штурмовая авиационная дивизия | -          |
| 01.01.1943 года | Волховский фронт         | 14-я воздушная армия | -                                | 232-я штурмовая авиационная дивизия | -          |
| 01.02.1943 года | Волховский фронт         | 14-я воздушная армия | -                                | 232-я штурмовая авиационная дивизия | --         |
| 01.03.1943 года | Калининский фронт        | 3-я воздушная армия  | 2-й штурмовой авиационный корпус | 232-я штурмовая авиационная дивизия | -          |
| 01.04.1943 года | Калининский фронт        | 3-я воздушная армия  | 2-й штурмовой авиационный корпус | 232-я штурмовая авиационная дивизия | -          |
| 01.05.1943 года | Калининский фронт        | 3-я воздушная армия  | 2-й штурмовой авиационный корпус | 232-я штурмовая авиационная дивизия | -          |
| 01.06.1943 года | Калининский фронт        | 3-я воздушная армия  | 2-й штурмовой авиационный корпус | 232-я штурмовая авиационная дивизия | -          |
| 01.07.1943 года | Западный фронт           | 1-я воздушная армия  | 2-й штурмовой авиационный корпус | 232-я штурмовая авиационная дивизия | -          |
| 01.08.1943 года | Западный фронт           | 1-я воздушная армия  | 2-й штурмовой авиационный корпус | 232-я штурмовая авиационная дивизия | -          |
| 01.09.1943 года | Западный фронт           | 1-я воздушная армия  | 2-й штурмовой авиационный корпус | 232-я штурмовая авиационная дивизия | -          |

## Командиры
- Сергей Федотович Простаков, майор
- Борис Иванович Давыдов, майор

## Память

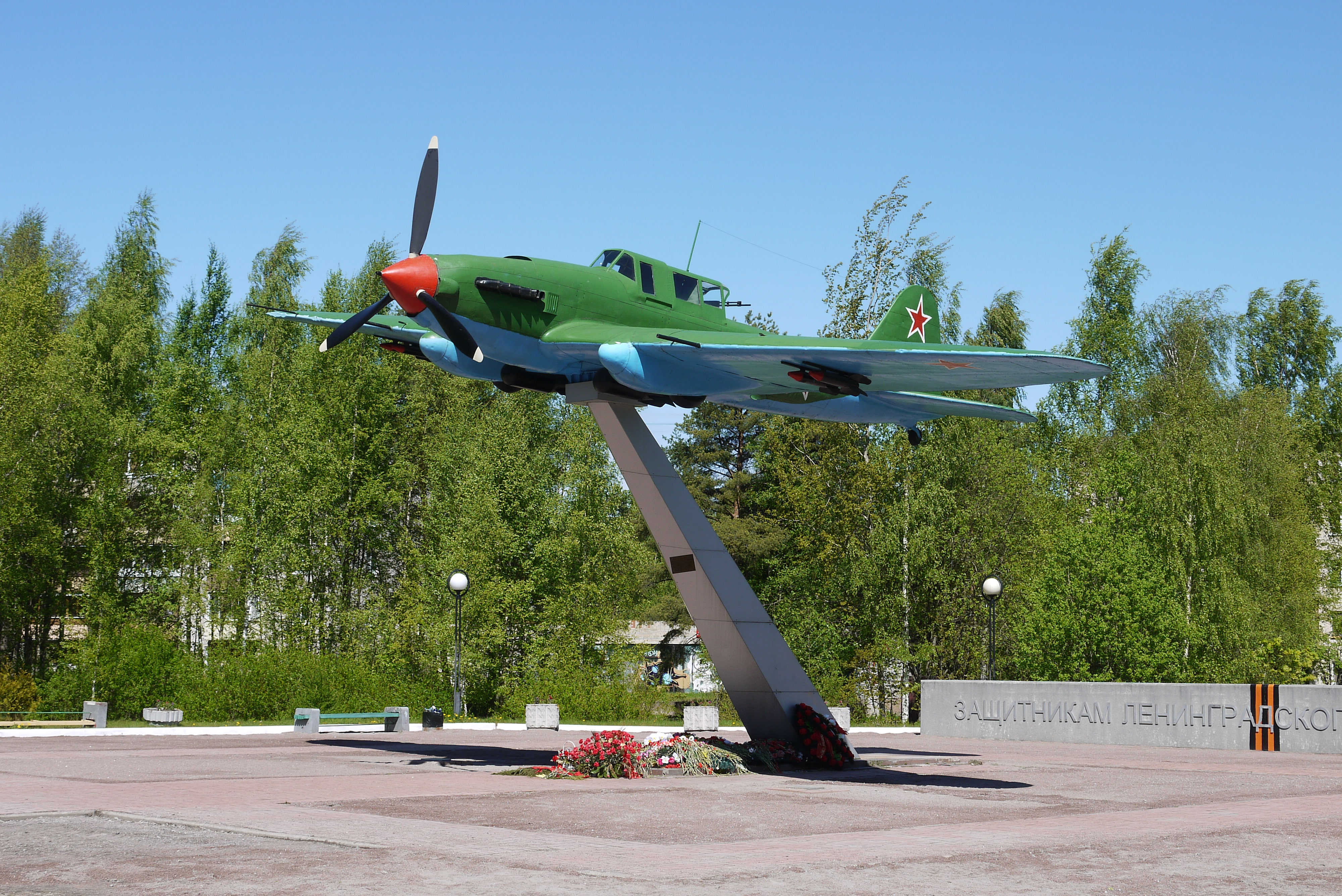
Памятник в Лебяжье

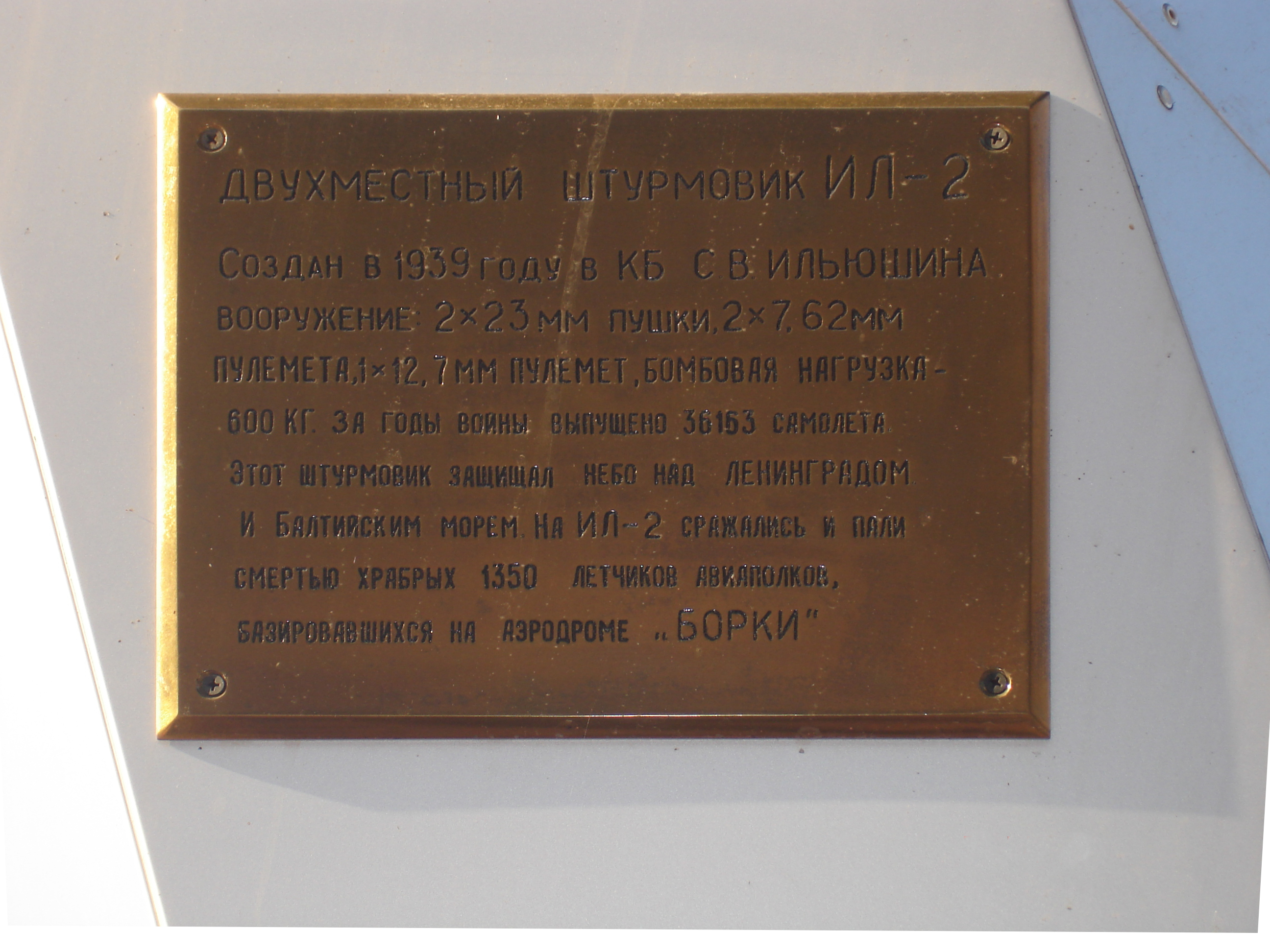
Мемориальная доска

- в посёлке Лебяжьем Ленинградской области установлен памятник «Защитникам ленинградского неба». На постаменте на центральной улице посёлка — Приморской улице, установлен самолёт Ил-2 (заводской номер 5370). Самолёт Ил-2 был найден в 1978 году на дне озера Белое у деревни Костуя аквалангистами ДОСААФ, после чего был поднят на поверхность вместе с останками членов его экипажа. Самолёт был восстановлен силами преподавателей и курсантов Ломоносовского военного авиационно-технического училища и установлен на территории училища. Установлено, что это самолёт принадлежал 704-му штурмовому авиаполку 232-й штурмовой авиадивизии, пропал без вести 18 февраля 1943 года в ходе выполнения боевого задания во время Операции «Искра» по прорыву Блокады Ленинграда. Установлен экипаж: летчик младший лейтенант Виктор Николаевич Шишковец и воздушный стрелок младший сержант Василий Фёдорович Данилов. Экипаж был торжественно захоронен 22 августа 1979 года на мемориале «Берёзовая Аллея» в городе Любани[5].